# Myszarka himalajska
Myszarka himalajska (Apodemus gurkha) – gatunek gryzonia z rodziny myszowatych (Muridae), występujący endemicznie w Nepalu. 

## Systematyka
Takson po raz pierwszy opisany naukowo w 1924 roku przez O. Thomasa. Analizy genetyczne, zarówno genomu jądrowego jak i mitochondrialnego wykazały różnice dzielące myszarkę himalajską od innych azjatyckich i europejskich gatunków rodzaju Apodemus. Reprezentuje ona oddzielną linię rozwojową wywodzącą się z czasów radiacji myszarek (miocen/pliocen), podobnie jak myszarka srebrna (A. argenteus); gatunek ten powstał dawniej niż myszarka polna (A. agrarius) i inne europejskie gryzonie z tego rodzaju. Na części terytorium występuje obok myszarki pamirskiej (A. pallipes), choć preferuje większe wysokości nad poziomem morza.

## Nazewnictwo
Nazwa rodzajowa pochodzi od greckiego słowa άπόδημος apodemos – „poza domem, za progiem”. Epitet gatunkowy odnosi się do miejsca typowego, jest nim Laprak w dystrykcie Gorkha (środkowy Nepal).

## Biologia
Myszarka himalajska żyje wyłącznie w nepalskich Himalajach, na wysokościach od 2200 do 3600 m n.p.m. Zamieszkuje lasy różaneczników, lasy iglaste oraz zarośla i łąki. Prowadzi nocny, naziemny tryb życia.

## Status zagrożenia
Międzynarodowa Unia Ochrony Przyrody (IUCN) od 2016 roku uznaje myszarkę himalajską za gatunek najmniejszej troski (LC – Least Concern); wcześniej, od 2008 roku klasyfikowano ją jako gatunek zagrożony (EN – Endangered).
Zasięg występowania myszarki himalajskiej szacuje się na około 22,8 tys. km². Jej populacja jest podzielona, a trend liczebności oceniany jest jako stabilny. Nie jest jeszcze (mimo rekomendacji) objęta ochroną prawną, zagraża jej utrata środowiska, jest także chwytana i zjadana. Jednakże wiele stanowisk, z których jest znana, uważa się za stosunkowo stabilne i nienaruszone, występuje też w obrębie kilku obszarów chronionych.